# یوناتن بت‌کلیا
یوناتن بت‌کلیا (زاده ۱۳۳۰ در ارومیه)  نماینده دوره‌های ششم، هفتم، هشتم، نهم و دهم مجلس شورای اسلامی از حوزه انتخابیه مسیحیان آشوری و کلدانی در مجلس شورای اسلامی می‌باشد. وی به زبان‌های ترکی آذربایجانی و انگلیسی  مسلط است.

## فعالیت‌ها
یوناتن بت کلیا در چهار دوره حضورش در مجلس ششم، هفتم، هشتم، نهم و دهم فراکسیون ها و مجامع مختلفی عضویت داشته که از جمله آنها عبارتند از : 
- عضو کمیسیون فرهنگی
- عضو کمیسیون عمران
- عضو فراکسیون محیط زیست و توسعه پایدار
- دبیر فراکسیون ورزش و جوانان
- دبیر فراکسیون مدیریت شهری و شوراها
- دبیر شورای اجرایی بین المجالس
- عضو فراکسیون توسعه صادرات غیر نفتی
- عضو فراکسیون توسعه جمعیت جهانی
- عضو فراکسیون تعاون
- عضو فراکسیون معلولین
- رئیس مجمع نمایندگان اقلیت های دینی
- عضو مجمع نمایندگان استان آذربایجان غربی
- عضو مجمع نمایندگان استان تهران
- دبیر کمیته حمل ونقل زمینی، هوایی و دریایی در هشتم
- عضو گروه دوستی پارلمانی ایران و ارمنستان و بولیوی در هشتم
- عضو گروه دوستی پارلمانی ایران و استرالیا در نهم
- عضو گروه دوستی پارلمانی ایران، ارمنستان، بلاروس، اوکراین، قزاقستان در نهم
- نایب رئیس کمیته حمل و نقل نهم

و از شهریور ۱۳۸۷ دبیرکل اتحادیه جهانی آشوری‌ها می‌باشد.
از دیگر فعالیت‌های وی مدیر عاملی شرکت انتشاراتی ایلونا و مدیرعاملی شرکت ساختمانی تهران ماگان است.
| دوره | شمار آراء | درصد آراء |
| ---- | --------- | --------- |
| هشتم | ۳٬۵۶۰     | ۸۸٫۵۷     |
| نهم  | ۲٬۵۲۱     | ۵۹٫۱۹     |